# 诺龙拉拜
诺龙拉拜（法語：Noron-l'Abbaye，法語發音：[nɔʁɔ̃ labei] ⓘ）是法国卡尔瓦多斯省的一个市镇，属于卡昂区。

## 地理
诺龙拉拜（48°53'39"N, 0°14'45"W）面积7.62 平方千米，位于法国诺曼底大区卡爾瓦多斯省，该省份为法国西北部沿海省份，北濒大西洋英吉利海峡，东北与滨海塞纳省以海上边界相接，东临厄尔省，南至奧恩省，西与芒什省接壤。
与诺龙拉拜接壤的市镇（或旧市镇、城区）包括：欧比尼、法萊斯、昂特河畔马蒂尼、圣马丹德米约、圣皮埃尔卡尼韦、维莱卡尼韦。

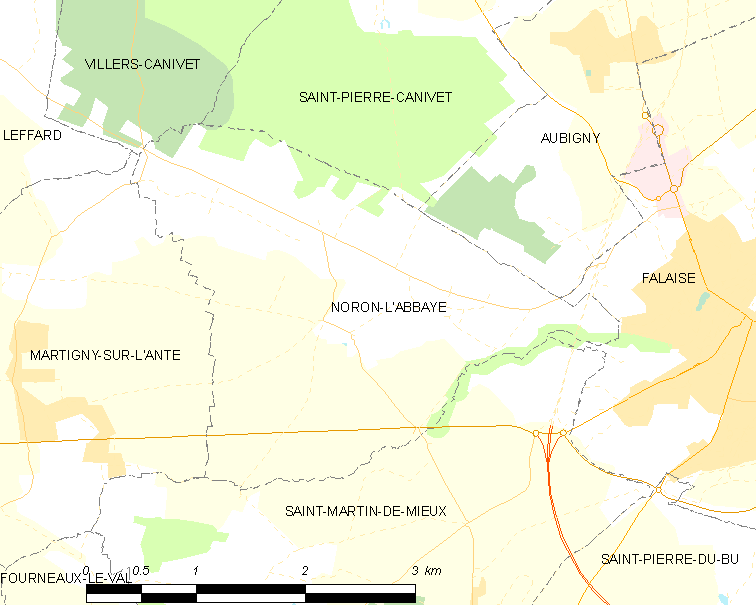
诺龙拉拜的OSM定位图

诺龙拉拜的时区为UTC+01:00、UTC+02:00（夏令时）。

## 行政
诺龙拉拜的邮政编码为14700，INSEE市镇编码为14467。

## 政治
诺龙拉拜所属的省级选区为法莱斯县。

## 人口

1962-2008年间诺龙拉拜人口变化图示

诺龙拉拜于2022年1月1日时的人口数量为317人。